# Округ 08 (Дюссельдорф)
Городской административный округ 08 (нем. Stadtbezirk 08) — один из десяти округов, составляющих территорию города Дюссельдорфа, столицы федеральной земли Северный Рейн-Вестфалия.

## Общая характеристика
Подразделяется на четыре административных района: Лиренфельд (Lierenfeld), Унтербах (Unterbach), Феннхаузен (Vennhausen) и Эллер (Eller). Современная территория округа, как составная часть Дюссельдорфа, была выделена в 1975 году. Руководство округа базируется на Гертрудисплатц, 8 (Gertrudisplatz, 8) (район Эллер, ратуша).
В противоположность другим крупным городам Северного Рейна-Вестфалии, в которых округа имеют свои собственные названия (например, в Кёльне и Дуйсбурге), в Дюссельдорфе они обозначены только цифрами.

## Особенности округа
Округ 08 расположен на юго-востоке Дюссельдорфа. Образующие его четыре района значительно различаются между собой. Лиренфельд застроен среднеэтажными многоквартирными домами и значительная часть района имеет важное производственное, офисное и другое экономическое значение. Унтербах — типичное сельское поселение с огромным озером Унтербах Эльбзе, на котором размещены базы отдыха и пляжи Дюссельдорфа. Феннхаузен застроен в основном одноэтажными частными домами, а округообразующий район Эллер — компактная и плотно заселённая территория с административными и торговыми функциями.
Округ всё более и более утрачивает ранее характерные для него промышленные функции, превращаясь в регион коммерческой деятельности, населённый горожанами среднего и низкого уровня достатка. В этом округе постоянно растёт численность иммигрантов.

## Политическая ориентация
На последних коммунальных выборах, прошедших в 2009 году, за представителей различных партий население проголосовало следующим образом: ХДС — 40,2 %, СДПГ — 30,9 %, Зелёные — 11,2 %, СвДП — 6,7 %, Левые — 6,0 %, остальные партии — 5,1 %. Партийное представительство в руководстве округа таким образом сформировалось в соответствии с пропорциями отданных за кандидатов голосов, среди которых преобладают христианские демократы (ХДС) (8 из 19 представителей).

## Фотогалерея четырёх районов округа

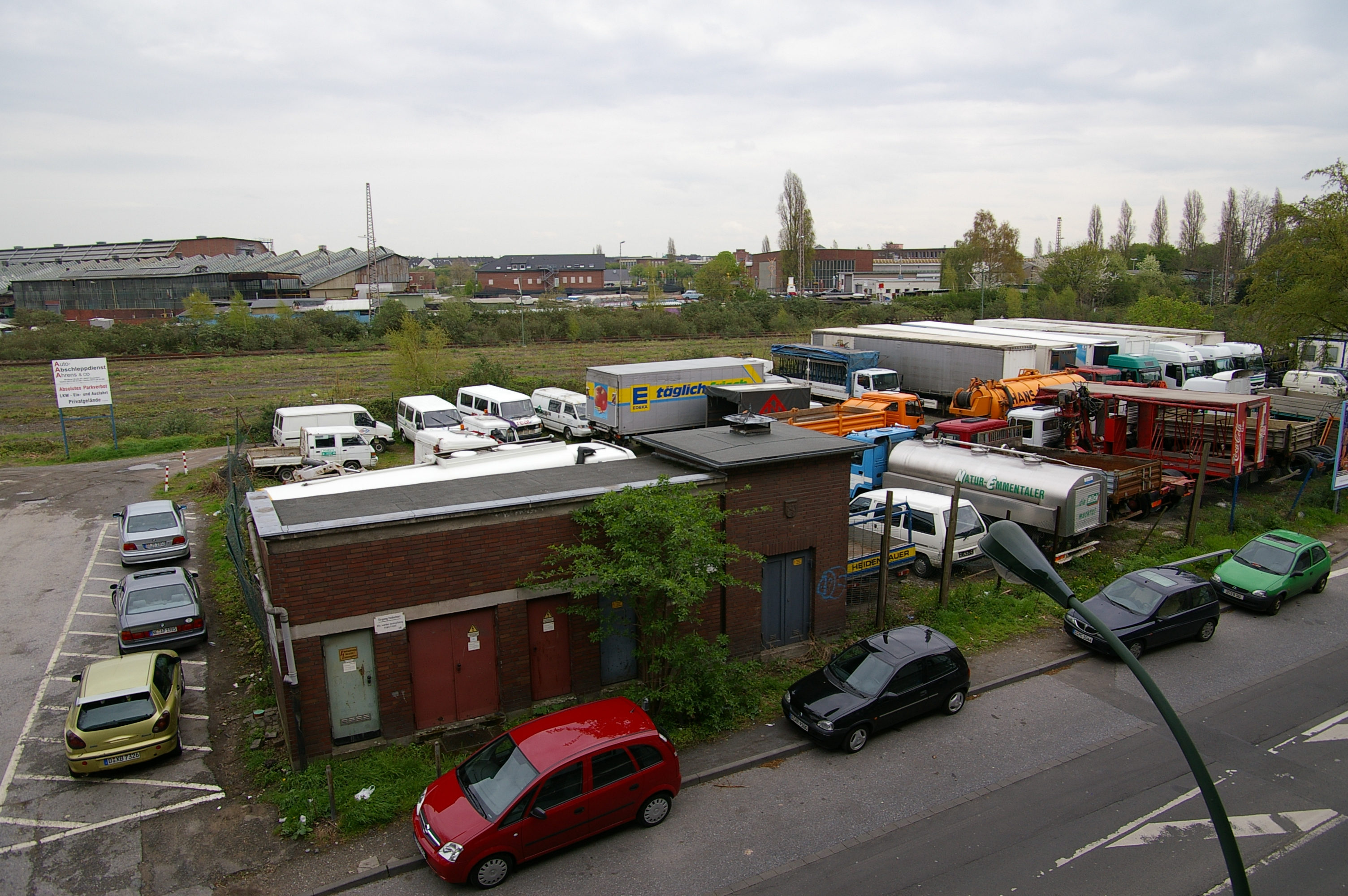
Мелкая фирма, Лиренфельд
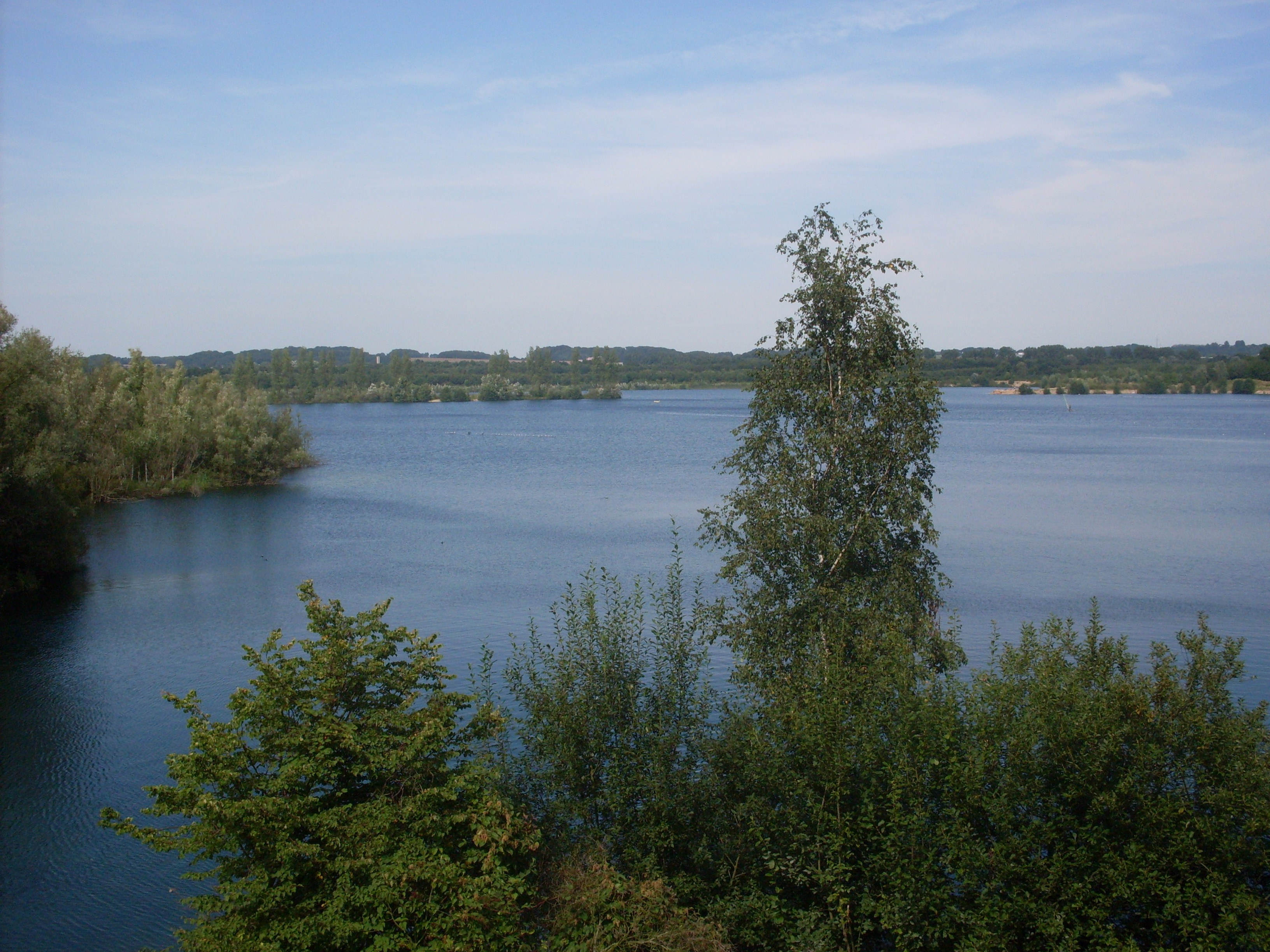
Озеро Унтербах Эльбзе, Унтербах
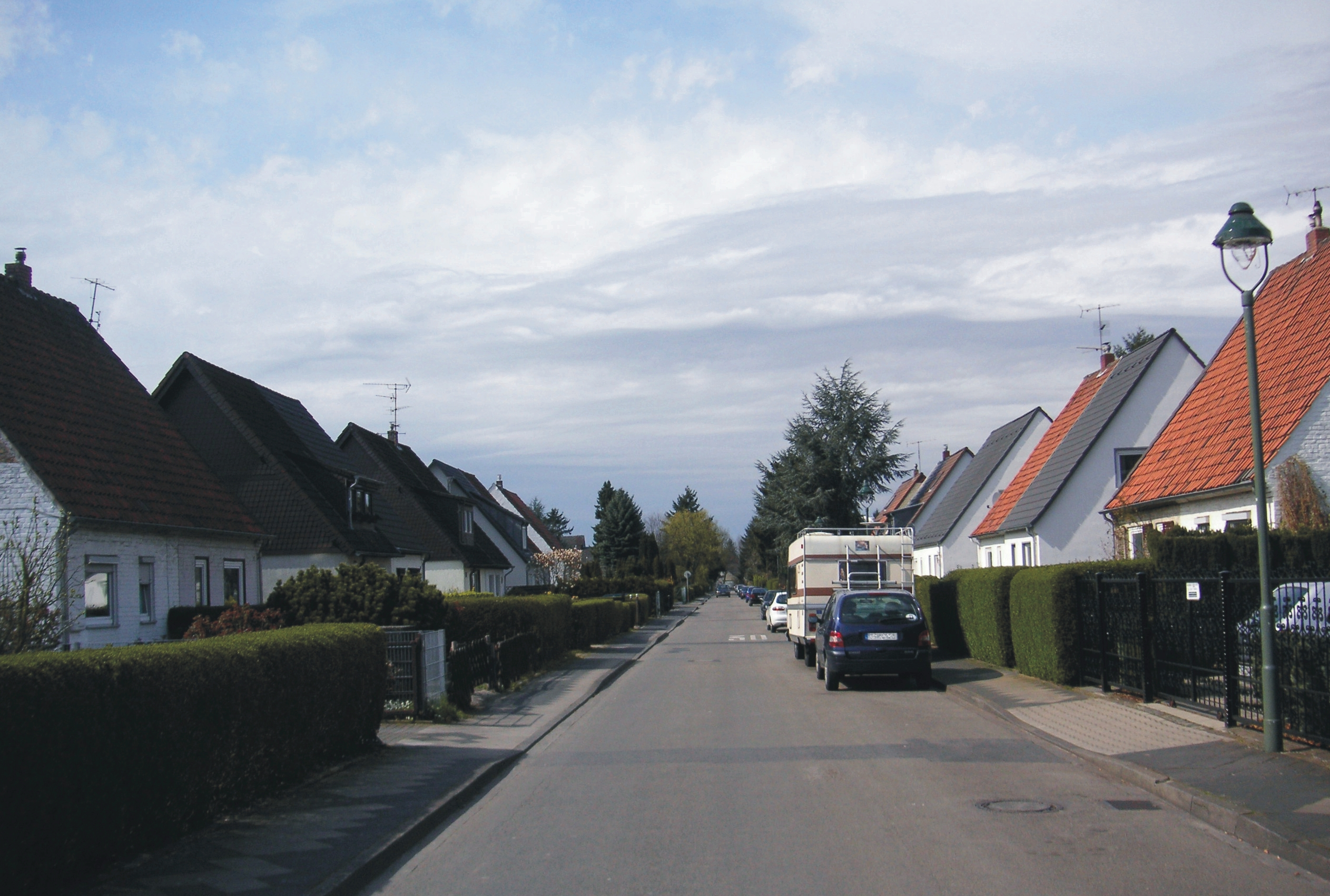
Типичный вид, Феннхаузен
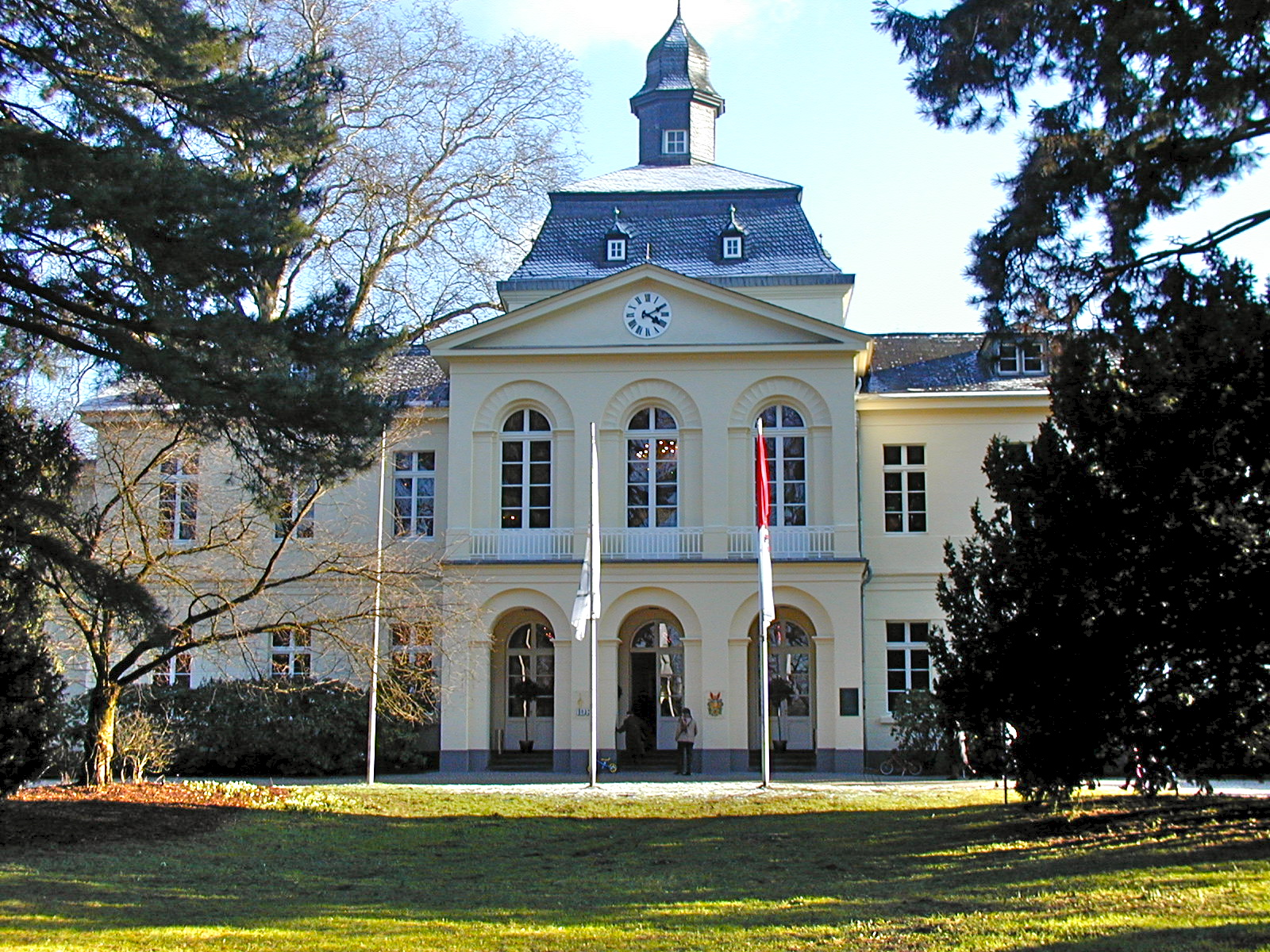
Замок, Эллер

## Дополнительная информация
- Список округов Дюссельдорфа
- Список районов Дюссельдорфа